# Parròquia de Dunalka
La Parròquia de Dunalka (en letó: Dunalkas pagasts) és una unitat administrativa del municipi de Durbe, al sud de Letònia. Abans de la reforma territorial administrativa de l'any 2009 pertanyia al raion de Liepaja. Es troba a 180 km de la capital Riga.

## Pobles, viles i assentaments
- Dunalka (centre parroquial)
- Dunalkas skola
- Dupļi
- Rāva

## Hidrografia

### Rius
- Durbe
- Lāņupe

### Llacs
- Llac Durbes
- Estany Dunalkas
- Estany Mēra
- Estany Tuņņu
- Estany Bērza